# High School Prodigies Have It Easy Even in Another World
High School Prodigies Have It Easy Even in Another World (超人高校生たちは異世界でも余裕で生き抜くようです!, Chōjin kōkōsei-tachi wa isekai demo yoyū de ikinuku yōdesu!, litt. « Les Super Lycéens survivent aisément dans un autre monde ! »), abrégé en Chō yoyū (超余裕), est une série de light novel écrite par Riku Misora et illustrée par Sacraneco. La série suit les aventures de sept lycéens prodiges qui se sont retrouvés dans un autre monde où ils décident d'améliorer la vie des locaux. Au total, 10 volumes ont été édités par SB Creative sous sa marque de publication, GA Bunko, entre octobre 2015 et février 2020,.
Une adaptation en manga de Kōtarō Yamada est publiée dans le Young Gangan de Square Enix depuis mai 2016. Une adaptation en série télévisée d'animation par le studio project No.9 est diffusée pour la première fois entre le 3 octobre et le 19 décembre 2019,.

## Synopsis
Sept lycéens aux talents surhumains se retrouvent soudainement dans un autre monde à la suite d'un accident d'avion. Néanmoins, ils ne semblent pas paniqués par leur situation actuelle et « prennent cela à la légère car s'ils devaient s'emporter, ils risqueraient de détruire ce monde ». En s'adaptant rapidement à ce monde de fantasy, ils décident alors de mettre leurs capacités et leur intelligence au service de leurs bienfaiteurs qui les ont accueillis en construisant notamment une centrale électrique alors que l'électricité n'est pas encore connue. Ils parviennent également à contrôler rapidement l'économie d'une grande ville et déclarent la guerre contre les nobles qui oppressent leur peuple en menant une révolution.

## Personnages
Tsukasa Mikogami (御子神 司, Mikogami Tsukasa)
Voix japonaise : Yūsuke Kobayashi,
Il est le Premier ministre du Japon aux yeux vairons.
Liruru (リルル, Riruru)
Voix japonaise : Yūki Kuwahara (ja),
L'héroïne principale de la série. Elle est une elfe au caractère calme et humble qui a soigné les blessures des sept prodiges lors de leur arrivée dans l'autre monde. Elle est la fille adoptive de Winona, la fille du chef du village d'Elm.
Ringo Ōhoshi (大星 林檎, Ōhoshi Ringo)
Voix japonaise : Rina Hidaka,
Elle est la plus grande inventrice du monde.
Shinobu Sarutobi (猿飛 忍, Sarutobi Shinobu)
Voix japonaise : Natsumi Hioka (ja),
Elle est la plus grande journaliste du monde, et est une descendante d'un clan de ninja.
Keine Kanzaki (神崎 桂音, Kanzaki Keine)
Voix japonaise : Hisako Kanemoto,
Elle est la plus grande doctoresse du monde.
Aoi Ichijō (一条 葵, Ichijō Aoi)
Voix japonaise : Sayaka Kaneko (ja),
Elle est la plus grande épéiste du monde.
Prince Akatsuki (プリンス暁, Purinsu Akatsuki)
Voix japonaise : Shizuka Ishigami (ja),
Il est le plus grand magicien du monde.
Masato Sanada (真田 勝人, Sanada Masato)
Voix japonaise : Junji Majima,
Il est le plus grand homme d'affaires du monde.
Winona (ウィノナ)
Voix japonaise : Mai Nakahara,
La mère d'Elk et la fille du chef du village d'Elm, elle a également élevé Liruru. Elle tient sa force de sa personnalité fougueuse et se faisait autrefois la meilleure chasseuse du village.
Elk (エルク, Eruku)
Voix japonaise : Hiro Shimono,
Le fils de Winona. Bien qu'il soit d'une personnalité réaliste, il est un peu impatient. Il gère les finances du village.
Ruu (ルー, Rū)
Voix japonaise : Chinami Hashimoto (ja),
Une jeune esclave appartenant à Buma qui a été traitée injustement à Dormund. Elle parle avec des mots innocents. Elle est plus tard prise comme la disciple de Masato.
Jeanne du Leblanc (ジャンヌ・ド・ルブラン, Jannu do Ruburan)
Voix japonaise : Sayaka Senbongi,
Elle est un Chevalier d'argent de l'Empire patrouillant sur le territoire de Gustave.
Oslo El Gustav (オスロー・エル・ギュスターヴ, Osurō Eru Gyusutāvu)
Voix japonaise : Jōji Nakata,
Un guerrier qui gouverne les territoires du Nord de l'Empire dont il est absolument loyal. Il est aussi un puissant sorcier maîtrisant le feu.

## Productions et supports

### Light novel
La série des light novel Chōjin kōkōsei-tachi wa isekai demo yoyū de ikinuku yōdesu! (超人高校生たちは異世界でも余裕で生き抜くようです!) est écrite par Riku Misora et illustrée par Sacraneco. SB Creative, sous sa marque de publication GA Bunko, édite les romans depuis octobre 2015,. La série se compose au total de dix volumes.

#### Liste des volumes
| no                                                                     | Japonais         | Japonais                                                                 |
| no                                                                     | Date de sortie   | ISBN                                                                     |
| ---------------------------------------------------------------------- | ---------------- | ------------------------------------------------------------------------ |
| 1                                                                      | 14 octobre 2015  | 978-4-7973-8505-2                                                        |
| 2                                                                      | 13 février 2016  | 978-4-7973-8691-2                                                        |
| 3                                                                      | 14 juin 2016     | 978-4-7973-8844-2                                                        |
| 4                                                                      | 14 octobre 2016  | 978-4-7973-8941-8                                                        |
| 5                                                                      | 14 juin 2017     | 978-4-7973-9278-4                                                        |
| 6                                                                      | 15 décembre 2017 | 978-4-7973-9526-6                                                        |
| 7                                                                      | 15 juin 2018,    | 978-4-7973-9625-6 (édition standard) 978-4-7973-9624-9 (édition limitée) |
| EXTRA : Au Japon, l'édition limitée de ce volume comporte un drama CD. |                  |                                                                          |
| 8                                                                      | 15 mars 2019     | 978-4-8156-0141-6                                                        |
| 9                                                                      | 12 octobre 2019  | 978-4-8156-0379-3                                                        |
| 10                                                                     | 14 février 2020  | 978-4-8156-0534-6                                                        |

### Manga
Une adaptation en manga, dessinée par Kōtarō Yamada, est prépubliée dans le magazine de prépublication de seinen manga Young Gangan depuis son lancement le 6 mai 2016. Les chapitres sont rassemblés et édités dans le format tankōbon par Square Enix avec le premier volume publié en octobre 2016 ; la série compte à ce jour dix volumes tankōbon.
En Amérique du Nord, la maison d'édition Yen Press publie la version anglaise du manga depuis octobre 2018,.

#### Liste des volumes
| no | Japonais          | Japonais          |
| no | Date de sortie    | ISBN              |
| -- | ----------------- | ----------------- |
| 1  | 13 octobre 2016   | 978-4-7575-5122-0 |
| 2  | 25 mars 2017      | 978-4-7575-5294-4 |
| 3  | 13 juin 2017      | 978-4-7575-5370-5 |
| 4  | 15 décembre 2017  | 978-4-7575-5547-1 |
| 5  | 13 juin 2018      | 978-4-7575-5744-4 |
| 6  | 25 janvier 2019   | 978-4-7575-5946-2 |
| 7  | 27 juillet 2019   | 978-4-7575-6136-6 |
| 8  | 25 septembre 2019 | 978-4-7575-6314-8 |
| 9  | 25 décembre 2019  | 978-4-7575-6445-9 |
| 10 | 25 juillet 2020   | 978-4-7575-6766-5 |

### Anime
GA Bunko a annoncé une adaptation en série télévisée d'animation en mars 2019 avec l'ouverture d'un site officiel et d'un compte Twitter dédiés. Il a également été indiqué que les seiyū de la série seront les mêmes que pour les drama CD. Celle-ci est réalisée par Shinsuke Yanagi au studio d'animation project No.9 avec les scripts écrits par Deko Akao et les character designs d'Akane Yano reprenant ceux de Sacraneco ; la bande originale est composée par Hiromi Mizutani chez Pony Canyon et Dreamshift produit la série,. La série est diffusée pour la première fois au Japon entre le 3 octobre et le 19 décembre 2019 sur AT-X et Tokyo MX, et un peu plus tard sur BS Fuji et NCC,. Une avant-première de la série a eu lieu le 28 septembre 2019 au Shinjuku Wald 9 à Tokyo. Elle est composée de 12 épisodes. Crunchyroll détient les droits de diffusion en simulcast de la série dans le monde entier, excepté en Asie,.
La chanson de l'opening de la série, intitulée Hajimete no Kakumei ! (はじめてのかくめい！), est interprétée par le groupe d'idol DIALOGUE+, tandis que celle de l'ending, dear my distance, est interprétée par Akari Kitō.

#### Liste des épisodes
| No | Titre français                                                  | Titre japonais                                     | Titre japonais                                               | Date de 1re diffusion |
| No | Titre français                                                  | Kanji                                              | Rōmaji                                                       | Date de 1re diffusion |
| -- | --------------------------------------------------------------- | -------------------------------------------------- | ------------------------------------------------------------ | --------------------- |
| 1  | Les Super Lycéens arrivent dans un autre monde !                | 超人高校生たちは異世界に来てしまったようです！     | Chōjin kōkōsei-tachi wa isekai ni kiteshimatta yōdesu!       | 3 octobre 2019        |
| 2  | Masato se met à gagner sérieusement de l'argent !               | 勝人は本気で金儲けをするようです！                 | Masato wa honki de kanemōke o suru yōdesu!                   | 10 octobre 2019       |
| 3  | Ruu décide elle-même de sa propre valeur !                      | ルーは自分の価値を自分で決めたようです！           | Rū wa jibun no kachi o jibun de kimeta yōdesu!               | 17 octobre 2019       |
| 4  | Tsukasa se résout à changer le monde !                          | 司は異世界を変える覚悟を決めたようです！           | Tsukasa wa isekai o kaeru kakugo o kimeta yōdesu!            | 24 octobre 2019       |
| 5  | Akatsuki est devenu le dieu Akatsuki !                          | 暁はゴッド暁になるようです！                       | Akatsuki wa Goddo Akatsuki ni naru yōdesu!                   | 31 octobre 2019       |
| 6  | Lilulu s'efforce de réduire la distance !                       | リルルは距離を縮めるようです！                     | Riruru wa kyori o chijimeru yōdesu!                          | 7 novembre 2019       |
| 7  | Shinobu montre la force de son flair !                          | 忍はシノビの勘がはたらくようです！                 | Shinobu wa shinobi no kan ga hataraku yōdesu!                | 14 novembre 2019      |
| 8  | Aoi fait preuve de capacités dépassant l'imagination !          | 葵は想像以上のスペックを発揮するようです！         | Aoi wa sōzōijō no supekku o hakki suru yōdesu!               | 21 novembre 2019      |
| 9  | Tsukasa prévoit absolument tous les événements !                | 司は全てを見通しているようです！                   | Tsukasa wa subete o mitōshite iru yōdesu!                    | 28 novembre 2019      |
| 10 | Ringo prend son courage à deux mains et devient une chasseuse ! | 林檎は勇気を出して狩人になるようです！             | Ringo wa yūki o dashite karyūdo ni naru yōdesu!              | 5 décembre 2019       |
| 11 | Keine ne pardonne pas aux vilains petits garnements !           | 桂音は悪い子を決して許したりはしないようです！     | Keine wa warui ko wo kesshite yurushi tari wa shinai yōdesu! | 12 décembre 2019      |
| 12 | Les Super Lycéens survivent aisément dans un autre monde !      | 超人高校生たちは異世界でも余裕で生き抜くようです！ | Chōjin kōkōsei-tachi wa isekai demo yoyū de ikinuku yōdesu!  | 19 décembre 2019      |

## Accueil
En mars 2019, le tirage total de la série comprenant les romans et les mangas a dépassé les 800 000 exemplaires.

### Sources
1. 1 2 3  (en) Rafael Antonio Pineda, « High School Prodigies Have It Easy Even In Another World Light Novel Series Gets TV Anime : 2019 anime by project No.9 stars Yūsuke Kobayashi, Yūki Kuwahara, Rina Hidaka », sur Anime News Network, 12 mars 2019 (consulté le 24 mars 2019)
2. 1 2 3  (en) Karen Ressler, « Yen Press Licenses Hakumei and Mikochi, Chio's School Road Manga, 'Do You Like Your Mom?' Light Novels : Also: Interspecies Reviewers, Choujin-Kokoseitachi wa Isekai demo Yoyu de Ikinuku Yodesu! manga », sur Anime News Network, 31 mars 2018 (consulté le 24 mars 2019)
3. 1 2  (ja) Azrael, « 「超人高校生たちは異世界でも余裕で生き抜くようです！」シリーズ完結10巻、2月発売!! », sur SB Creative,‎ 16 janvier 2020 (consulté le 5 mars 2020)
4. 1 2  (ja) « 「落第騎士の英雄譚」の海空りく新作がマンガに、超人高校生たちの異世界革命 », sur natalie.mu,‎ 6 mai 2016 (consulté le 24 mars 2019)
5. 1 2  (en) Rafael Antonio Pineda, « High School Prodigies Have It Easy Even In Another World Anime Reveals More Cast, October 3 Debut : Mai Nakahara, Hiro Shimono, Chinami Hashimoto, Sayaka Senbongi, Jouji Nakata join anime's cast », sur Anime News Network, 6 septembre 2019 (consulté le 6 septembre 2019)
6. 1 2  (ja) « ON AIR 放送情報 », sur Site officiel,‎ 6 septembre 2019 (consulté le 6 septembre 2019)
7. 1 2 3 4 5 6 7 8  (ja) Mona, « 【速報】「超人高校生たちは異世界でも余裕で生き抜くようです！」ドラマCDキャスト決定！！ », sur SB Creative,‎ 27 février 2018 (consulté le 24 mars 2019)
8. 1 2 3 4 5 6 7 8  (ja) « GA文庫「超余裕」TVアニメ化！監督は柳伸亮、制作はproject No.9 », sur natalie.mu,‎ 13 mars 2019 (consulté le 24 mars 2019)
9. 1 2 3 4 5 6  (ja) « CAST/STAFF キャスト／スタッフ », sur Site officiel (consulté le 19 juillet 2019)
10. 1 2 3 4 5  (ja) « アニメ「超余裕！」追加キャストに中原麻衣、下野紘、中田譲治ら5名 », sur natalie.mu,‎ 6 septembre 2019 (consulté le 6 septembre 2019)
11. ↑  (ja) Kumapon, « GA文庫10月刊「超人高校生たちは異世界でも余裕で生き抜くようです!」店舗特典情報！ », sur SB Creative,‎ 7 octobre 2015 (consulté le 24 mars 2019)
12. ↑  (ja) Mona, « 【速報】「超人高校生たちは異世界でも余裕で生き抜くようです！」ドラマCDキャスト決定！！ », sur SB Creative,‎ 3 août 2018 (consulté le 24 mars 2019)
13. ↑  (ja) « 【10月13日付】本日発売の単行本リスト », sur natalie.mu,‎ 13 octobre 2016 (consulté le 24 mars 2019)
14. ↑  (ja) « 【7月22日付】本日発売の単行本リスト », sur natalie.mu,‎ 22 juillet 2020 (consulté le 15 août 2020)
15. ↑  (en) « High School Prodigies Have It Easy Even in Another World!, Vol. 1 (manga) : Riku Misora, Kotaro Yamada, Sacraneco », sur Yen Press, 30 octobre 2018 (consulté le 24 mars 2019)
16. 1 2  (ja) Mona, « 『超人高校生たちは異世界でも余裕で生き抜くようです！』TVアニメ化決定！！！！ », sur SB Creative,‎ 13 mars 2019 (consulté le 24 mars 2019)
17. ↑  (en) Mikikazu Komatsu, « The Ryuo's Work is Never Done! Team Works on TV Anime Choujin Koukousei-tachi wa Isekai demo Yoyuu de Ikinuku you desu! in 2019 : "Chivalry of a Failed Knight" author's another popular series has printed 800,000 copies », sur Crunchyroll, 31 mars 2018 (consulté le 24 mars 2019)
18. ↑  (ja) « 秋アニメ「超余裕！」PV第2弾公開、7人の“超人高校生”が異世界で革命を起こす », sur natalie.mu,‎ 26 juillet 2019 (consulté le 26 juillet 2019)
19. ↑  (ja) « PRODUCTS : 「超人高校生たちは異世界でも余裕で生き抜くようです！」Blu-ray Vol.4 », sur Site officiel (consulté le 3 octobre 2019)
20. ↑  (en) Alex Mateo, « Crunchyroll to Stream High School Prodigies Have It Easy Even in Another World, Ascendance of a Bookworm Anime : Both anime's 1st episodes to premiere at Crunchyroll Expo », sur Anime News Network, 14 août 2019 (consulté le 15 août 2019)
21. ↑  GoToon, « ANNONCE : Ascendance of a Bookworm et High School Prodigies Have It Easy Even In Another World cet automne sur Crunchyroll : Deux annonces estivales ! », sur Crunchyroll, 14 août 2019 (consulté le 15 août 2019)
22. ↑  (ja) « OP&EDアーティスト決定！ », sur Site officiel (consulté le 19 juillet 2019)

### Œuvres
Édition japonaise
Light novel
1. 1 2  (ja) « 超人高校生たちは異世界でも余裕で生き抜くようです! », sur SB Creative (consulté le 16 septembre 2018)
2. 1 2  (ja) « 超人高校生たちは異世界でも余裕で生き抜くようです! 2 », sur SB Creative (consulté le 16 septembre 2018)
3. 1 2  (ja) « 超人高校生たちは異世界でも余裕で生き抜くようです! 3 », sur SB Creative (consulté le 16 septembre 2018)
4. 1 2  (ja) « 超人高校生たちは異世界でも余裕で生き抜くようです! 4 », sur SB Creative (consulté le 16 septembre 2018)
5. 1 2  (ja) « 超人高校生たちは異世界でも余裕で生き抜くようです! 5 », sur SB Creative (consulté le 16 septembre 2018)
6. 1 2  (ja) « 超人高校生たちは異世界でも余裕で生き抜くようです! 6 », sur SB Creative (consulté le 16 septembre 2018)
7. 1 2  (ja) « 超人高校生たちは異世界でも余裕で生き抜くようです! 7 », sur SB Creative (consulté le 16 septembre 2018)
8. 1 2  (ja) « 超人高校生たちは異世界でも余裕で生き抜くようです! 7 ドラマCD付き限定特装版 », sur SB Creative (consulté le 16 septembre 2018)
9. 1 2  (ja) « 超人高校生たちは異世界でも余裕で生き抜くようです! 8 », sur SB Creative (consulté le 16 septembre 2018)
10. 1 2  (ja) « 超人高校生たちは異世界でも余裕で生き抜くようです! 9 », sur SB Creative (consulté le 13 septembre 2019)
11. 1 2  (ja) « 超人高校生たちは異世界でも余裕で生き抜くようです! 10 », sur SB Creative (consulté le 11 janvier 2020)

Manga
1. 1 2  (ja) « 超人高校生たちは異世界でも余裕で生き抜くようです! 1 », sur Square Enix (consulté le 17 septembre 2018)
2. 1 2  (ja) « 超人高校生たちは異世界でも余裕で生き抜くようです! 2 », sur Square Enix (consulté le 17 septembre 2018)
3. 1 2  (ja) « 超人高校生たちは異世界でも余裕で生き抜くようです! 3 », sur Square Enix (consulté le 17 septembre 2018)
4. 1 2  (ja) « 超人高校生たちは異世界でも余裕で生き抜くようです! 4 », sur Square Enix (consulté le 17 septembre 2018)
5. 1 2  (ja) « 超人高校生たちは異世界でも余裕で生き抜くようです! 5 », sur Square Enix (consulté le 17 septembre 2018)
6. 1 2  (ja) « 超人高校生たちは異世界でも余裕で生き抜くようです! 6 », sur Square Enix (consulté le 17 septembre 2018)
7. 1 2  (ja) « 超人高校生たちは異世界でも余裕で生き抜くようです! 7 », sur Square Enix (consulté le 19 juillet 2019)
8. 1 2  (ja) « 超人高校生たちは異世界でも余裕で生き抜くようです! 8 », sur Square Enix (consulté le 13 septembre 2019)
9. 1 2  (ja) « 超人高校生たちは異世界でも余裕で生き抜くようです! 9 », sur Square Enix (consulté le 11 janvier 2020)
10. 1 2  (ja) « 超人高校生たちは異世界でも余裕で生き抜くようです! 10 », sur Square Enix (consulté le 15 août 2020)